# ان‌جی‌سی ۴۲۶۲
ان‌جی‌سی ۴۲۶۲ (انگلیسی: NGC 4262) نام یک کهکشان در صورت فلکی گیسو است.